# العلاقات الأيرلندية الجورجية
العلاقات الأيرلندية الجورجية هي العلاقات الثنائية التي تجمع بين جمهورية أيرلندا وجورجيا.

## مقارنة بين البلدين
هذه مقارنة عامة ومرجعية للدولتين:
| وجه المقارنة                                              | جمهورية أيرلندا                                       | جورجيا                          |
| --------------------------------------------------------- | ----------------------------------------------------- | ------------------------------- |
| المساحة (كم2)                                             | 70.27 ألف                                             | 69.70 ألف                       |
| عدد السكان (نسمة)                                         | 4.76 مليون                                            | 3.72 مليون                      |
| الكثافة السكانية (ن./كم²)                                 | 67.74                                                 | 53.37                           |
| العاصمة                                                   | دبلن                                                  | تبليسي، كوتايسي                 |
| اللغة الرسمية                                             | اللغة الأيرلندية، لغة إنجليزية، الإنجليزية الأيرلندية | اللغة الجورجية، اللغة الأبخازية |
| العملة                                                    | جنيه أيرلندي، يورو، عملات اليورو الأيرلندية           | لاري جورجي                      |
| الناتج المحلي الإجمالي (بليون دولار)                      | 333.73 مليار                                          | 15.16 مليار                     |
| الناتج المحلي الإجمالي (تعادل القوة الشرائية) بليون دولار | 318.16 مليار                                          | 35.68 مليار                     |
| الناتج المحلي الإجمالي الاسمي للفرد دولار أمريكي          | 61.13 ألف                                             | 3.79 ألف                        |
| الناتج المحلي الإجمالي للفرد دولار أمريكي                 |                                                       |                                 |
| مؤشر التنمية البشرية                                      | 0.916                                                 | 0.754                           |
| رمز المكالمات الدولي                                      | +353                                                  | +995                            |
| رمز الإنترنت                                              | .ie                                                   | .ge، .გე ‏                       |
| المنطقة الزمنية                                           | 00، ت ع م+01:00، أوروبا/دبلن ‏                         | ت ع م+04:00                     |

## منظمات دولية مشتركة
يشترك البلدان في عضوية مجموعة من المنظمات الدولية، منها:
| علم المنظمة | اسم المنظمة                             | تاريخ انضمام جمهورية أيرلندا | تاريخ انضمام جورجيا |
| ----------- | --------------------------------------- | ---------------------------- | ------------------- |
|             | يونسكو                                  | 3 أكتوبر 1961                | 7 أكتوبر 1992       |
|             | الفريق المعني برصد الأرض                | ?                            | ?                   |
|             | مؤسسة التمويل الدولية                   | 11 سبتمبر 1958               | 29 يونيو 1995       |
|             | مجلس أوروبا                             | ?                            | 27 أبريل 1999       |
|             | مؤسسة التنمية الدولية                   | 22 ديسمبر 1960               | 31 أغسطس 1993       |
|             | منظمة التجارة العالمية                  | ?                            | 14 يونيو 2000       |
|             | منظمة الأمن والتعاون في أوروبا          | 25 يونيو 1973                | 24 مارس 1992        |
|             | المنظمة الأوروبية لسلامة الملاحة الجوية | 1965                         | 2012                |
|             | الاتحاد البريدي العالمي                 | ?                            | ?                   |
|             | الاتحاد الدولي للاتصالات                | 8 ديسمبر 1923                | 7 يناير 1993        |
|             | الأمم المتحدة                           | 14 ديسمبر 1955               | 31 يوليو 1992       |
|             | البنك الدولي للإنشاء والتعمير           | 8 أغسطس 1957                 | 7 أغسطس 1992        |
|             | المنظمة الهيدروغرافية الدولية           | ?                            | ?                   |

## وصلات خارجية
- موقع وزارة الخارجية الجورجية